# Orientalistică
Orientalistica (din germ. Orientalistik) este un grup de subiecte de studiu care se ocupă cu studiul istoriei, al limbilor și al culturii spirituale și materiale a popoarelor din Orient. Se folosește și termenul echivalent de studii orientale. Este deseori confundată cu orientalismul (curent artistic occidental), în unele limbi ambele fiind desemnate de același cuvânt.